# لی سئونگ-چان
لی سئونگ-چان (به کره‌ای: 이승찬،  زادهٔ ۹ نوامبر ۱۹۹۵) یک کشتی‌گیر فرنگی‌کار اهل کشور کره جنوبی است. وی سابقه حضور در المپیک ۲۰۲۴ پاریس را دارد.